# Physalis
Physalis L., 1753 è un genere di piante della famiglia delle Solanacee.

## Distribuzione e habitat
Il genere è presente nel Nuovo Mondo e in Asia. Oltre una quarantina di specie sono endemiche del Messico.

## Tassonomia
Il genere comprende le seguenti specie:
- Physalis acutifolia (Miers) Sandwith
- Physalis aggregata Waterf.
- Physalis ampla Waterf.
- Physalis angulata L.
- Physalis angustifolia Nutt.
- Physalis angustior Waterf.
- Physalis angustiphysa Waterf.
- Physalis arborescens L.
- Physalis arenicola Kearney
- Physalis campanula Standl. & Steyerm.
- Physalis campechiana L.
- Physalis carnosa Standl. & Steyerm.
- Physalis caudella Standl.
- Physalis chenopodiifolia Lam.
- Physalis cinerascens (Dunal) Hitchc.
- Physalis cinerea Waterf.
- Physalis cordata Houst. ex Mill.
- Physalis coztomatl Moc. & Sessé ex Dunal
- Physalis crassifolia Benth.
- Physalis eggersii O.E.Schulz
- Physalis × elliottii Kunze
- Physalis fendleri A.Gray
- Physalis filipendula Brandegee
- Physalis flava Wiggins
- Physalis glabra Benth.
- Physalis glutinosa Schltdl.
- Physalis gracilis Miers
- Physalis greenmanii Waterf.
- Physalis grisea (Waterf.) M.Martínez
- Physalis halicacabum Crantz
- Physalis hastatula Waterf.
- Physalis hederifolia A.Gray
- Physalis heterophylla Nees
- Physalis hintonii Waterf.
- Physalis hirsuta M.Martens & Galeotti
- Physalis hunzikeriana M.Martínez
- Physalis ignota Britton
- Physalis ingrata Standl.
- Physalis ixocarpa Brot. ex Hornem.
- Physalis jaliscensis Waterf.
- Physalis lagascae Roem. & Schult.
- Physalis lanceolata Michx.
- Physalis lassa Standl. & Steyerm.
- Physalis latecorollata Waterf.
- Physalis leptophylla B.L.Rob. & Greenm.
- Physalis lignescens Waterf.
- Physalis longicaulis Waterf.
- Physalis longifolia Nutt.
- Physalis longiloba O.Vargas, M.Martínez & Dávila
- Physalis longipedicellata Waterf.
- Physalis macrosperma Pyne, E.L.Bridges & Orzell
- Physalis mcvaughii Waterf.
- Physalis melanocystis (B.L.Rob.) Bitter
- Physalis michoacanensis Waterf.
- Physalis microcarpa Urb. & Ekman
- Physalis mimulus Waterf.
- Physalis minimaculata Waterf.
- Physalis minuta Griggs
- Physalis missouriensis Mack. & Bush
- Physalis mollis Nutt.
- Physalis muelleri Waterf.
- Physalis neomexicana Rydb.
- Physalis nicandroides Schltdl.
- Physalis orizabae Dunal
- Physalis parvianthera Waterf.
- Physalis patula Mill.
- Physalis pennellii Waterf.
- Physalis peruviana L.
- Physalis philadelphica Lam.
- Physalis philippensis  Fernald
- Physalis porphyrophysa Donn.Sm.
- Physalis pringlei Greenm.
- Physalis pruinosa L.
- Physalis pubescens L.
- Physalis pumila Nutt.
- Physalis purpurea Wiggins
- Physalis queretaroensis M.Martínez & L.Hern.
- Physalis quillabambensis D.Medina
- Physalis rydbergii Fernald
- Physalis sancti-josephi Dunal
- Physalis solanacea (Schltdl.) Axelius
- Physalis sordida Fernald
- Physalis stapelioides (Decne. ex Regel) Bitter
- Physalis subilsiana J.M.Toledo
- Physalis subrepens Waterf.
- Physalis sulphurea (Fernald) Waterf.
- Physalis tamayoi O.Vargas, M.Martínez & Dávila
- Physalis tehuacanensis Waterf.
- Physalis turbinatoides Waterf.
- Physalis vestita Waterf.
- Physalis victoriana J.M.Toledo
- Physalis virginiana Mill.
- Physalis viscosa L.
- Physalis volubilis Waterf.
- Physalis walteri Nutt.

### Binomi obsoleti
- Physalis alkekengi L. = Alkekengi officinarum Moench

### Alcune specie

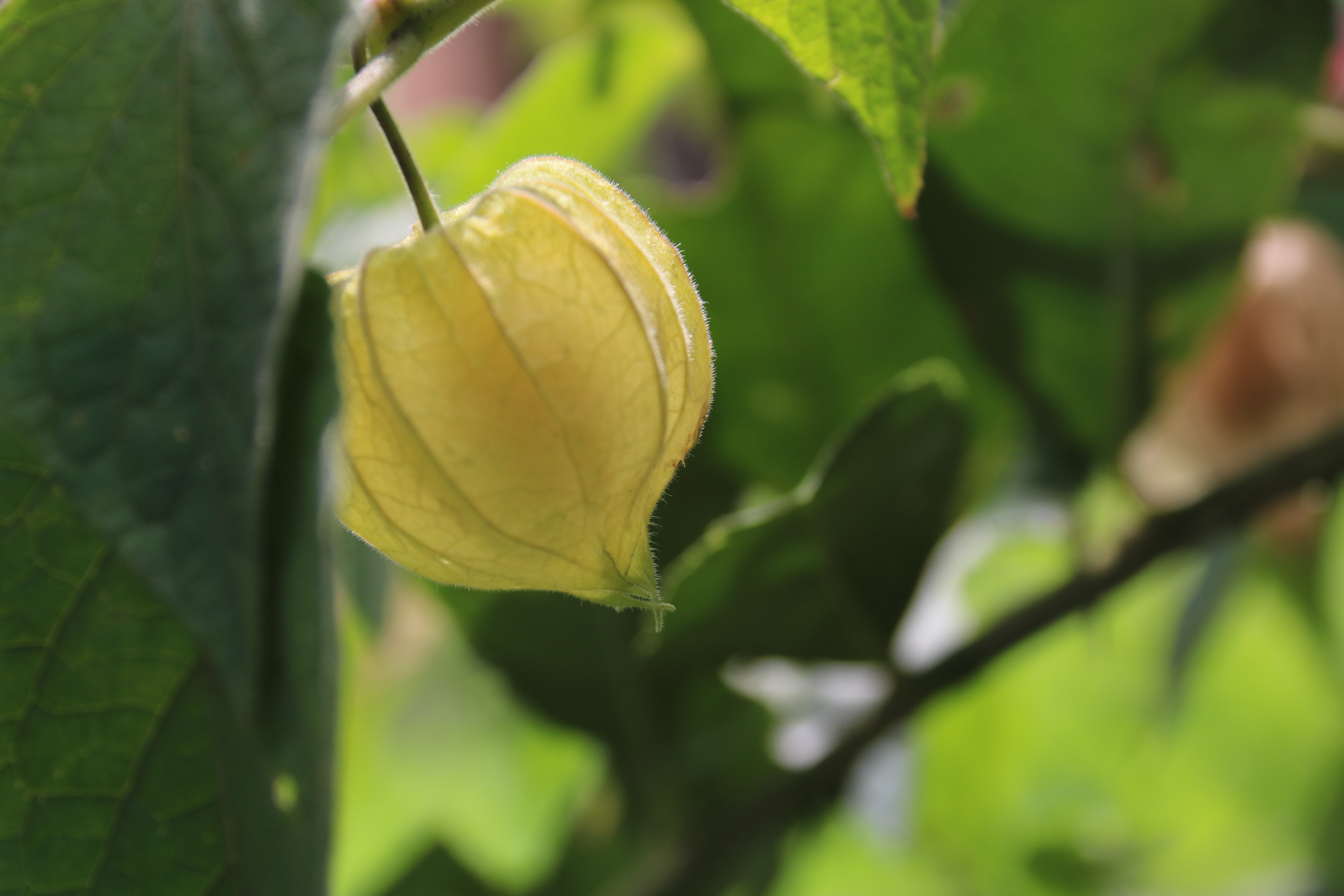
Physalis angulata
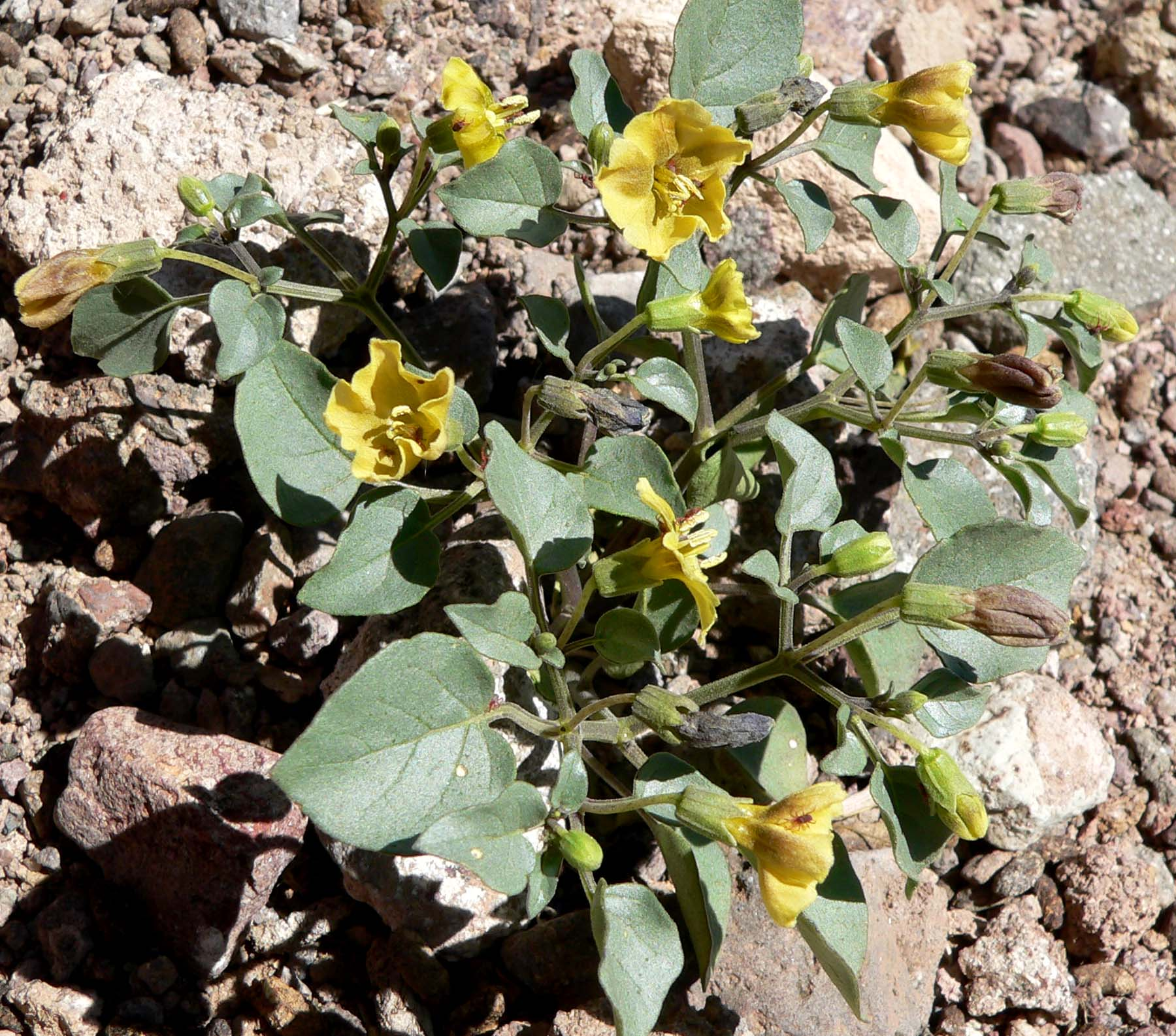
Physalis crassifolia
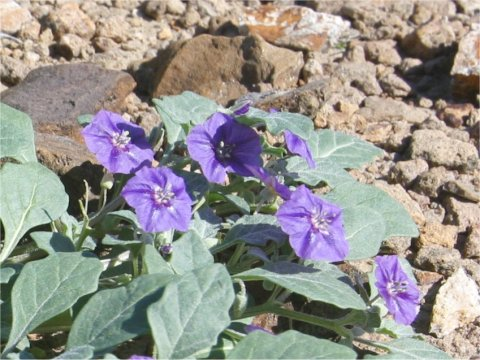
Physalis lobata
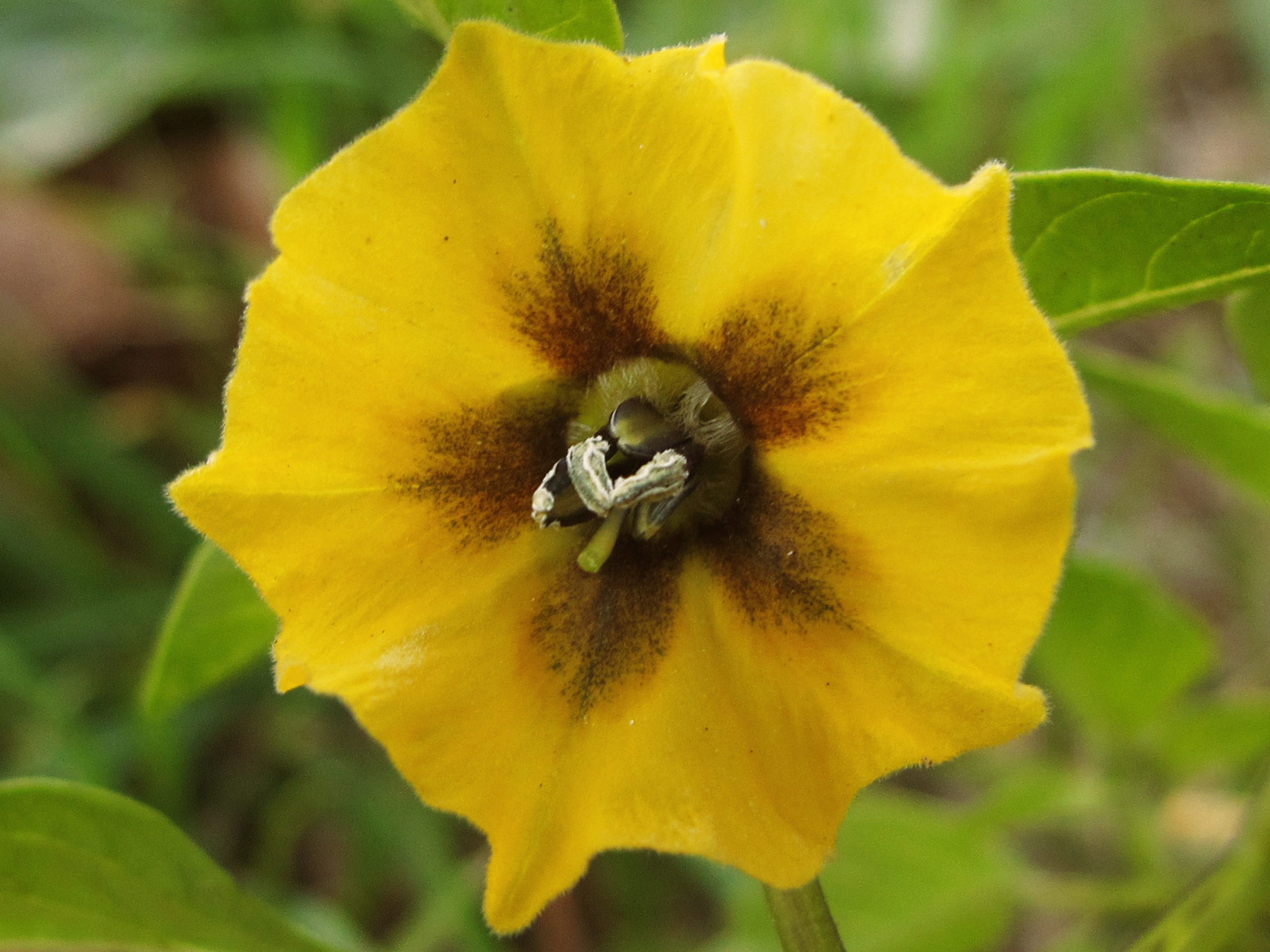
Physalis philadelphica
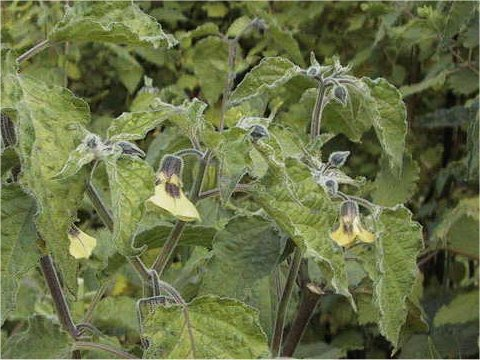
Physalis pruinosa